# 范德庫克萊克 (密歇根州)
范德庫克萊克（英語：Vandercook Lake）是位於美國密歇根州傑克遜縣薩米特鎮區的一個普查規定居民點。

## 人口
根據2020年美國人口普查的數據，范德庫克萊克的面積為12.41平方千米，當中陸地面積為11.87平方千米，而水域面積為0.54平方千米。當地共有人口4579人，而人口密度為每平方千米368.98人。